# Kanton Aups
Kanton Aups is een voormalig kanton van het Franse departement Var. Kanton Aups maakte deel uit van het arrondissement Brignoles en telde 2716 inwoners (1999). Het werd opgeheven bij decreet van 27 februari 2014, met uitwerking op 22 maart 2015. Alle gemeenten werden opgenomen in het nieuwe kanton Flayosc.

## Gemeenten
Het kanton Aups omvatte de volgende gemeenten:
- Aiguines
- Aups (hoofdplaats)
- Baudinard-sur-Verdon
- Bauduen
- Les Salles-sur-Verdon
- Vérignon